# ルノー・カジャー

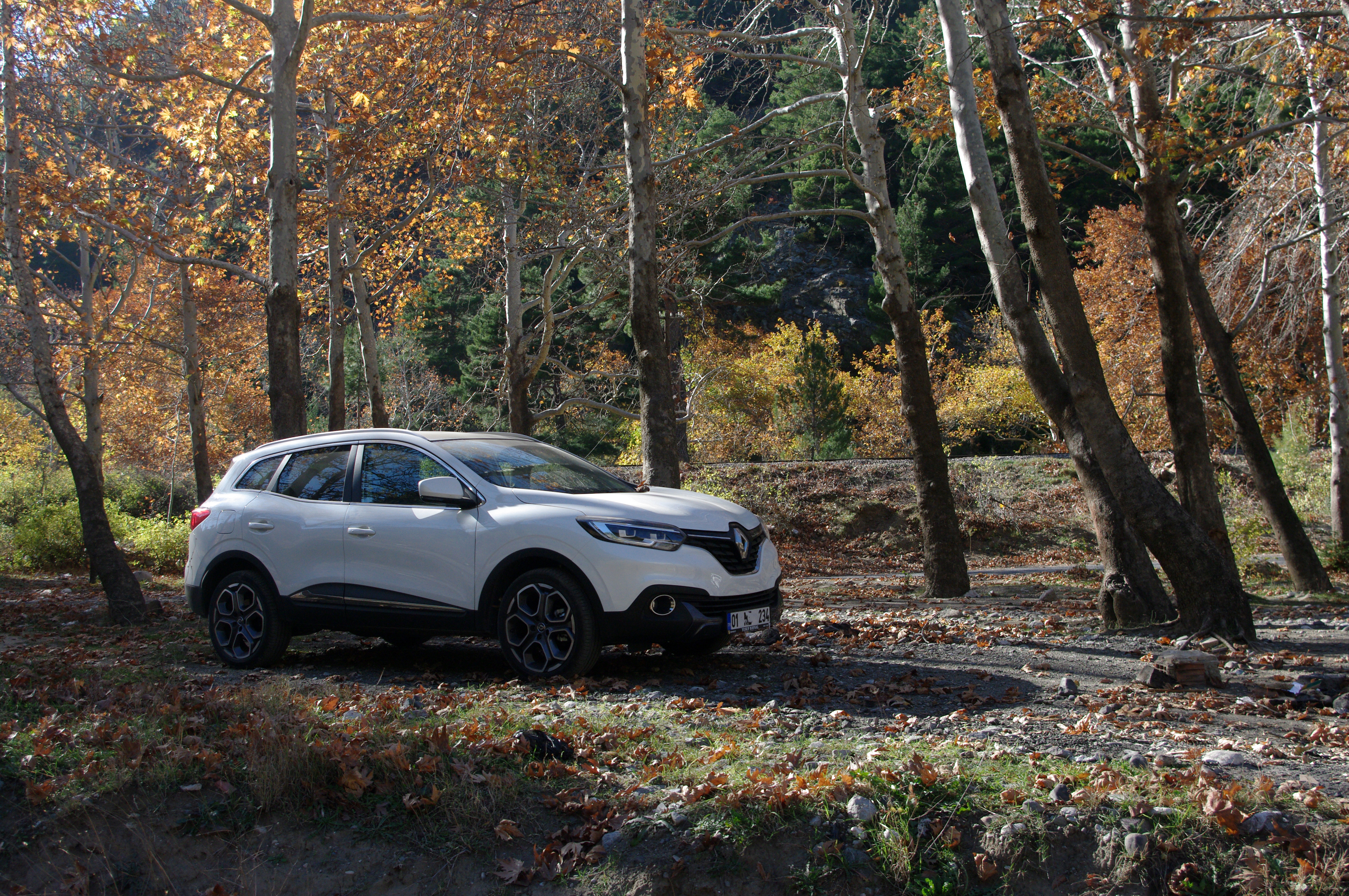
ルノー・カジャー (欧州仕様)

カジャー（KADJAR）は、フランスの自動車メーカーのルノーが販売している小型クロスオーバーSUVである。
日本仕様発表以前、各メディアにおいて、日本語表記を「カジャール」と表現されることが多かったが、2017年8月にルノー・ジャポンが「カジャー」の名で正式発表したため、当項における表記もカジャーとする。
車名は造語で、'quad'（4つの）を想起させる'KAD'とフランス語の'agile'（機敏な）および'jaillir'（噴き出す）を想起させる'JAR'を組み合わせたものである。

## 概要
開発コード名はHFE。2015年1月26日からソーシャルメディア上にてティーザーキャンペーンが展開され、2月2日に概要が発表された。3月5日から開催される第85回ジュネーヴモーターショーにて正式に公開される。
カジャーは欧州Cセグメント級のクロスオーバーSUVで、ルノーのラインナップではキャプチャーとコレオスの中間に位置する車種となる。プラットフォームは日産・キャシュカイや日産・エクストレイルと同じCMF-C/Dを採用する。駆動方式はFFと4WDの二種類が用意される。
また、エスパスに続いてR-Link 2マルチメディアシステムがダッシュボードに搭載される。
カジャーの生産はスペインのパレンシア工場にて行われ、2015年夏からヨーロッパおよび地中海・北アフリカ地域で発売が開始される。イギリス向け右ハンドル仕様はやや遅れて同年秋から発売開始となる。
また、2016年から中国市場にも投入され（中国語表記：科雷嘉）、東風雷諾汽車（ルノーと東風汽車との合弁会社）によって製造・販売が行われる最初の車種となる。

### 日本における販売
2017年8月31日、2018年からの日本市場への導入開始を発表。それに先立ち、100台限定にて「カジャー BOSE」が先行リリースされた。取り急ぎ、100台だけローンチエディションを導入した理由は、メガーヌIIIの販売終了により空洞化していたCセグメントを充足することと、ライバルであるプジョー・3008の日本販売が好調であったためである。パワーユニットは1.2 L直噴ターボガソリンのH5F+7速EDC+FFの組み合わせのみで、外装色はブランナクレ（白）のみ。
2018年4月5日、「カジャー BOSE」の完売に伴い、通常モデルをリリース(販売は同月12日より)。グレードは「INTENS（インテンス）」のみ。「BOSE」と比較すると主要装備はほぼ同じだが、車体色は「ブラン ナクレ」に加え、「ルージュ フラム（赤）」「ブルー コスモス（青）」「グリ チタニウム（グレー）」の3色が設定されて計4色から選択可能となり、シート地はレザーとファブリックのコンビからヒーター付きのレザーへと変更。ただし、それと引き換えにパノラミックルーフとBOSEオーディオが省かれている。価格は「BOSE」比3万円アップの347万円。
2019年12月現在、ルノージャポンのラインナップから削除されている。